# Крека: Ловац на снове
Крека: Ловац на снове је документарни филм приказан 2021. године.

## Улоге
| Глумац              | Улога |
| ------------------- | ----- |
| Миљен Кљаковић      |       |
| Џони Деп            |       |
| Мађид Мађиди        |       |
| Виторио Стораро     |       |
| Бери Левинсон       |       |
| Брајан Хелгеланд    |       |
| Мати Лешем          |       |
| Ридли Скот          |       |
| Сергио Мимица Гезан |       |
| Кен Фолет           |       |
| Рола Бауер          |       |
| Џери Луис           |       |
| Горан Марковић      |       |
| Срђан Карановић     |       |
| Слободан Шијан      |       |
| Горан Паскаљевић    |       |
| Душан Ковачевић     |       |
| Адемир Кеновић      |       |